# Guidobaldo da Montefeltro
Guidobaldo da Montefeltro (Gubbio, 24 januari 1472 - Fossombrone, 11 april 1508) was de derde hertog van Urbino.

## Biografie
Guidobaldo was de zoon van Federico da Montefeltro en Battista Sforza. Bij de dood van zijn vader nam hij, slechts 10 jaar oud, de heerschappij over Urbino op zich. Hierin werd hij bijgestaan door zijn oom langs vaderskant, graaf Ottaviano Ubaldini della Carda, die tot zijn voogd benoemd was, en door zijn oudere halfbroer Antonio da Montefeltro. Op 1 mei 1483 werd hij benoemd tot Capitano Generale van de legers van het verbond tussen de koning van Napels en de hertog van Milaan. Hij had een kort conflict met de paus over het Kasteel van Petroia (in Gubbio), maar kwam snel tot een vergelijk. Al ten tijde van de Samenzwering van de Baronnen koos hij partij voor de Kerk tegen het koninkrijk Napels, en werd zo een van de trouwste bondgenoten van de paus.
Hij vocht in dienst van paus Alexander VI tijdens de mislukte inval van de Franse koning Karel VIII in Italië en de val van het koninkrijk Napels (21 februari 1495). Vervolgens trok hij tegen dezelfde Franse koning op in dienst van de Serenissima.
Omdat hij in heel Italië naam verworven had als een bekwaam legeraanvoerder, werd hij door de Florentijnen opgeroepen tegen Pisa, maar door de strategische capaciteiten van zijn Lucio Malvezzi boekte hij in deze oorlog geen succes.
In de slag van Valerano werd hij gevangengenomen door Battista Tosi, die in dienst van het huis Orsini streed.
Toen de hertog van Valentinois het plan opvatte om de Romagna te bezetten, vielen Imola en Forlì, de steden van Caterina Sforza, een voor een. Guidobaldo vluchtte in allerijl uit zijn hertogdom, dat vanuit het noorden belaagd werd, en zocht zijn toevlucht eerst in Ravenna en later in Mantua. De hertog kon pas terugkeren naar Urbino toen Julius II paus werd. De nieuwe paus gaf Guidobaldo zijn volledige bezittingen terug en trok samen met hem plechtig binnen in het hertogdom, van stad tot stad. Verder werd de hertog door de paus benoemd tot Capitano Generale en Gonfaloniere van de Heilige Roomse Kerk, twee functies die zijn vader vóór hem vervuld had.
Op amper zesendertigjarige leeftijd bezweek Guidobaldo aan de jicht, die hem al lang gekweld had, en hij overleed in april 1508. Zijn lichaam werd plechtig naar Urbino gebracht en begraven in de chiesa di San Bernardino, het hertogelijke mausoleum, naast zijn vader Federico da Montefeltro.
Met de dood van Guidobaldo stierf het huis Montefeltro uit en werd Francesco Maria I Della Rovere hertog en heer van Urbino.

## Eretekens
- Ridder in de Orde van de Kousenband (1506)

## Afstamming
Guidobaldo trouwde op 11 februari 1488 met de zeventienjarige Elisabetta Gonzaga, dochter van Federico I Gonzaga, de markgraaf van Mantua. Het koppel had geen kinderen.

## In de literatuur
- Guidobaldo da Montefeltro figureert samen met het hof van Urbino (en met zijn echtgenote Elisabetta, een dialogerende figuur) in Il Cortegiano van Baldassarre Castiglione, die het hertogelijke hof van Guidobaldo als perfect model van een hoofse context uitkoos.
- In de historische roman De rekenmeester van Dieter Jörgensen over Niccolo Tartaglia komt Guidobaldo de Montefeltro ook ter sprake  als de hertog van Urbino, aan wie de Summa van Luca Pacioli is opgedragen (ISBN 9055017221), p. 147.

- Biblioteca Nacional de España: XX1166245
- Gemeinsame Normdatei: 129045799
- International Standard Name Identifier: 0000 0000 2367 9918
- Library of Congress Control Number: n84080342
- Nationale Bibliotheek van Israël: 987007277814005171
- Virtual International Authority File: 72460788
- WorldCat: E39PBJyRDrJrcqxWVTbQbVfH4q